# 独立公园 (耶路撒冷)

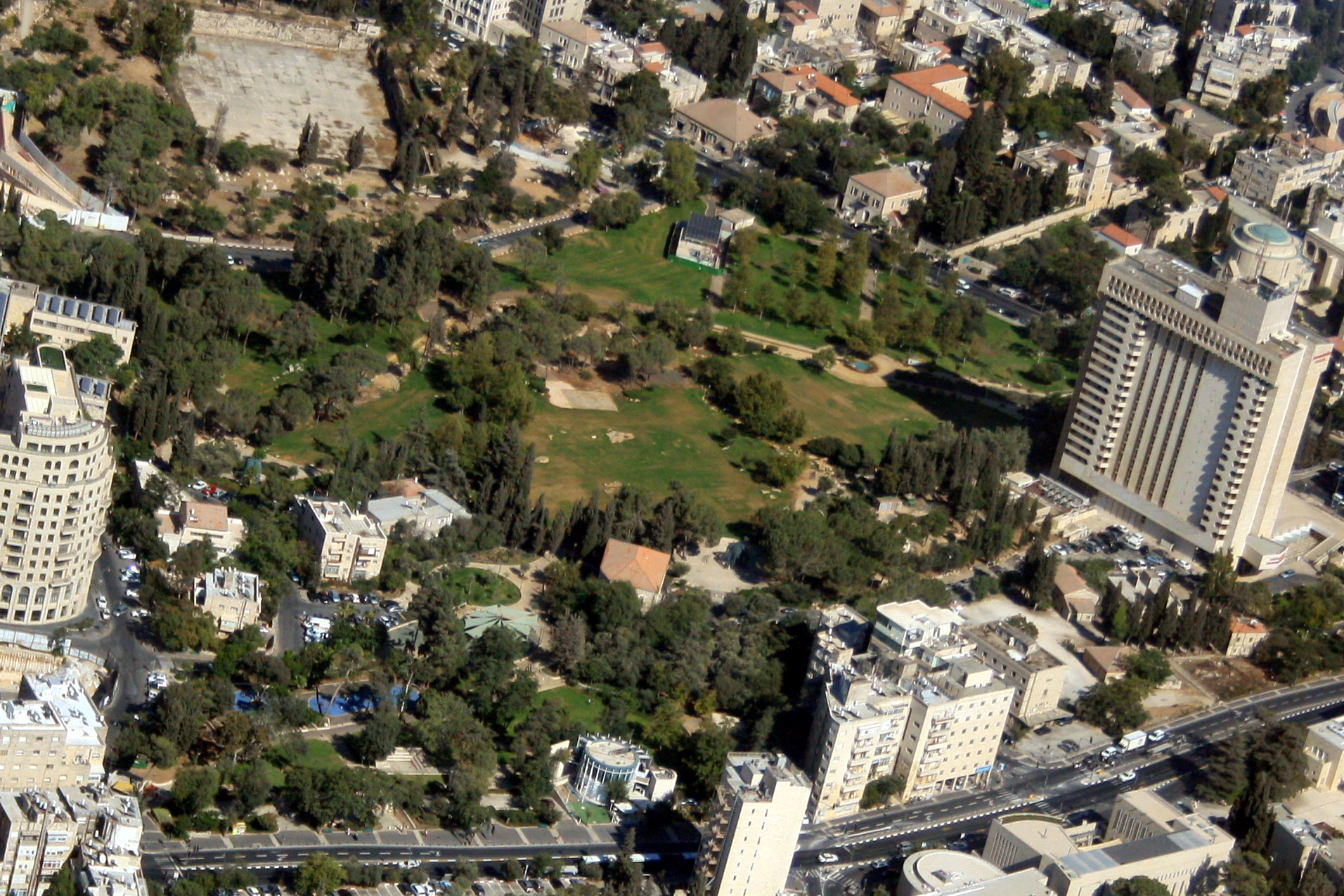
公园鸟瞰

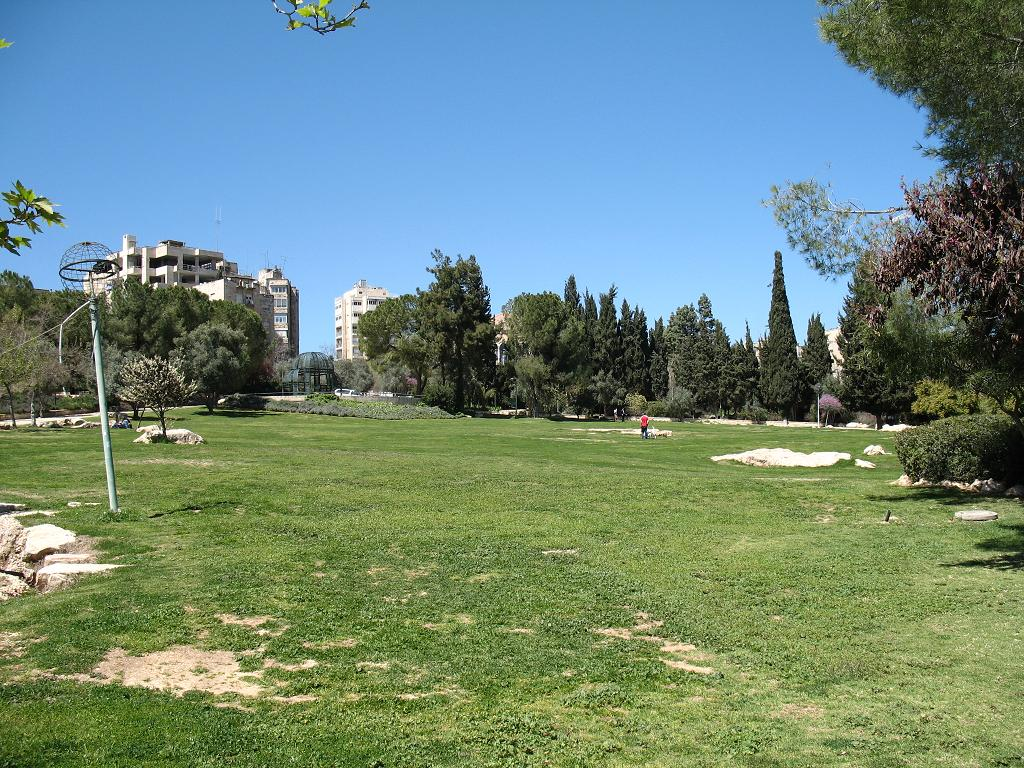
耶路撒冷独立公园

独立公园（希伯來語：‎，Gan HaAtzma'ut）是以色列耶路撒冷的一个公园，四周是阿格隆街、乔治王街、希勒尔街和门纳什本以色列街。它是耶路撒冷第二大公园。
该公园有狮子洞穴。犹太人，穆斯林和基督教的传说都认为，他们信徒的遗体被埋葬在那里，上帝派狮子在那里守卫死人。犹太人的传统规定，被塞琉古帝国希腊人所啥的犹太人葬在那里。穆斯林认为真主将遗体从附近墓地转移到该洞以逃离火灾。基督徒相信 洞穴里埋葬的是614年波斯萨珊王朝围攻耶路撒冷时修士们的遗体。。
该公园也是在耶路撒冷同性恋活跃的地区之一，已成为许多LGBT活动的焦点，包括每年的同性恋游行。